# Улмет (Бузеу)
Улмет (рум. Ulmet) — село у повіті Бузеу в Румунії. Входить до складу комуни Бозіору.
Село розташоване на відстані 107 км на північ від Бухареста, 36 км на північний захід від Бузеу, 121 км на захід від Галаца, 74 км на південний схід від Брашова.

## Населення
За даними перепису населення 2002 року у селі проживали 93 особи, усі — румуни. Усі жителі села рідною мовою назвали румунську.